# Zimmerbach
Zimmerbach est une commune française située dans la circonscription administrative du Haut-Rhin et, depuis le 1er janvier 2021, dans le territoire de la Collectivité européenne d'Alsace, en région Grand Est.
Cette commune se trouve dans la région historique et culturelle d'Alsace.

## Géographie
À l'entrée de la vallée de Munster et plus particulièrement du Val Saint-Grégoire, le village de Zimmerbach s'est construit autour du ruisseau du même nom. Celui-ci se déverse dans la Fecht, rivière créant une limite naturelle basse du village.
Il s'agit d'un village alsacien niché dans un petit vallon typique, avec des maisons en colombages bordant la Grand'rue, entouré de vignes et de forêt. Zimmerbach se situe sur la Route des vins d'Alsace. 
|         | Turckheim  |             |
|         | Zimmerbach |             |
| Walbach |            | Wintzenheim |

### Hydrographie
La commune est dans le bassin versant du Rhin au sein du bassin Rhin-Meuse. Elle est drainée par la Fecht,.
La Fecht, d'une longueur de 49 km, prend sa source dans la commune de Metzeral et se jette  dans l'Ill à Illhaeusern, après avoir traversé 19 communes. Les caractéristiques hydrologiques de la Fecht sont données par la station hydrologique située sur la commune de Turckheim. Le débit moyen mensuel est de 4,29 m3/s. Le débit moyen journalier maximum est de 73,2 m3/s, atteint lors de la crue du 26 janvier 1995. Le débit instantané maximal est quant à lui de 102 m3/s, atteint le 25 janvier 1995.

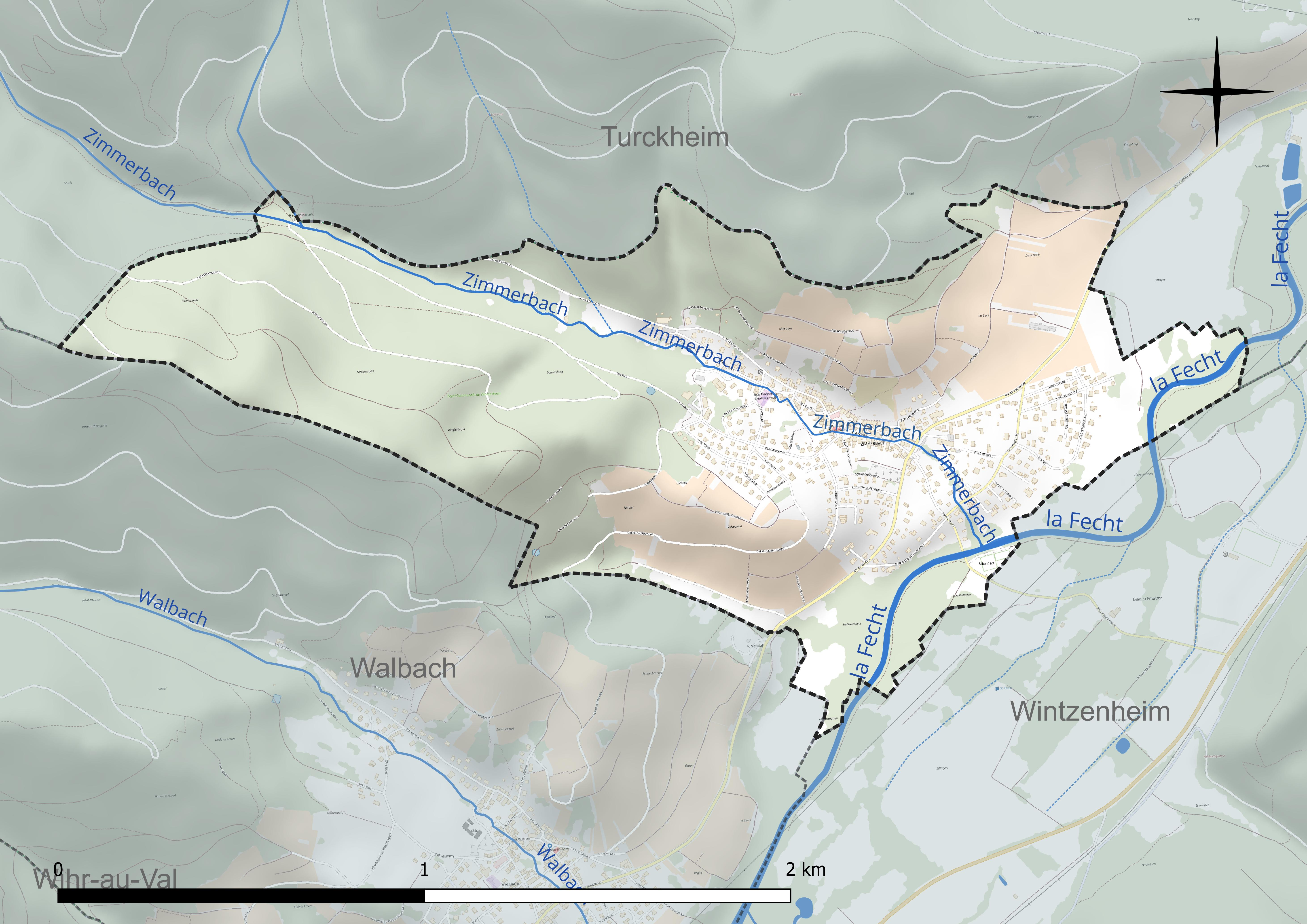
Réseau hydrographique de Zimmerbach.

### Climat
Pour des articles plus généraux, voir Climat du Grand Est et Climat du Haut-Rhin.
En 2010, le climat de la commune est de type climat des marges montargnardes, selon une étude du Centre national de la recherche scientifique s'appuyant sur une série de données couvrant la période 1971-2000. En 2020, Météo-France publie une typologie des climats de la France métropolitaine dans laquelle la commune est exposée à un climat semi-continental et est dans la région climatique  Vosges, caractérisée par une pluviométrie très élevée (1 500 à 2 000 mm/an) en toutes saisons et un hiver rude (moins de 1 °C). 
Pour la période 1971-2000, la température annuelle moyenne est de 10,3 °C, avec une amplitude thermique annuelle de 17,2 °C. Le cumul annuel moyen de précipitations est de 845 mm, avec 9,9 jours de précipitations en janvier et 9,5 jours en juillet. Pour la période 1991-2020, la température moyenne annuelle observée sur la station météorologique de Météo-France la plus proche, « Trois-Épis_sapc », sur la commune de Turckheim à 4 km à vol d'oiseau, est de 9,8 °C et le cumul annuel moyen de précipitations est de 804,5 mm. 
La température maximale relevée sur cette station est de 35,7 °C, atteinte le 7 août 2015 ; la température minimale est de −20 °C, atteinte le 13 janvier 1987,,. 
Les paramètres climatiques de la commune ont été estimés pour le milieu du siècle (2041-2070) selon différents scénarios d'émission de gaz à effet de serre à partir des nouvelles projections climatiques de référence DRIAS-2020. Ils sont consultables sur un site dédié publié par Météo-France en novembre 2022.

## Urbanisme

### Typologie
Au 1er janvier 2024, Zimmerbach est catégorisée bourg rural, selon la nouvelle grille communale de densité à sept niveaux définie par l'Insee en 2022.
Elle est située hors unité urbaine. Par ailleurs la commune fait partie de l'aire d'attraction de Colmar, dont elle est une commune de la couronne,. Cette aire, qui regroupe 95 communes, est catégorisée dans les aires de 50 000 à moins de 200 000 habitants,.

### Occupation des sols
L'occupation des sols de la commune, telle qu'elle ressort de la base de données européenne d’occupation biophysique des sols Corine Land Cover (CLC), est marquée par l'importance des forêts et milieux semi-naturels (55,4 % en 2018), en diminution par rapport à 1990 (57,4 %). La répartition détaillée en 2018 est la suivante : 
forêts (55,4 %), cultures permanentes (23,3 %), zones urbanisées (17,8 %), zones agricoles hétérogènes (3,5 %). L'évolution de l’occupation des sols de la commune et de ses infrastructures peut être observée sur les différentes représentations cartographiques du territoire : la carte de Cassini (XVIIIe siècle), la carte d'état-major (1820-1866) et les cartes ou photos aériennes de l'IGN pour la période actuelle (1950 à aujourd'hui).

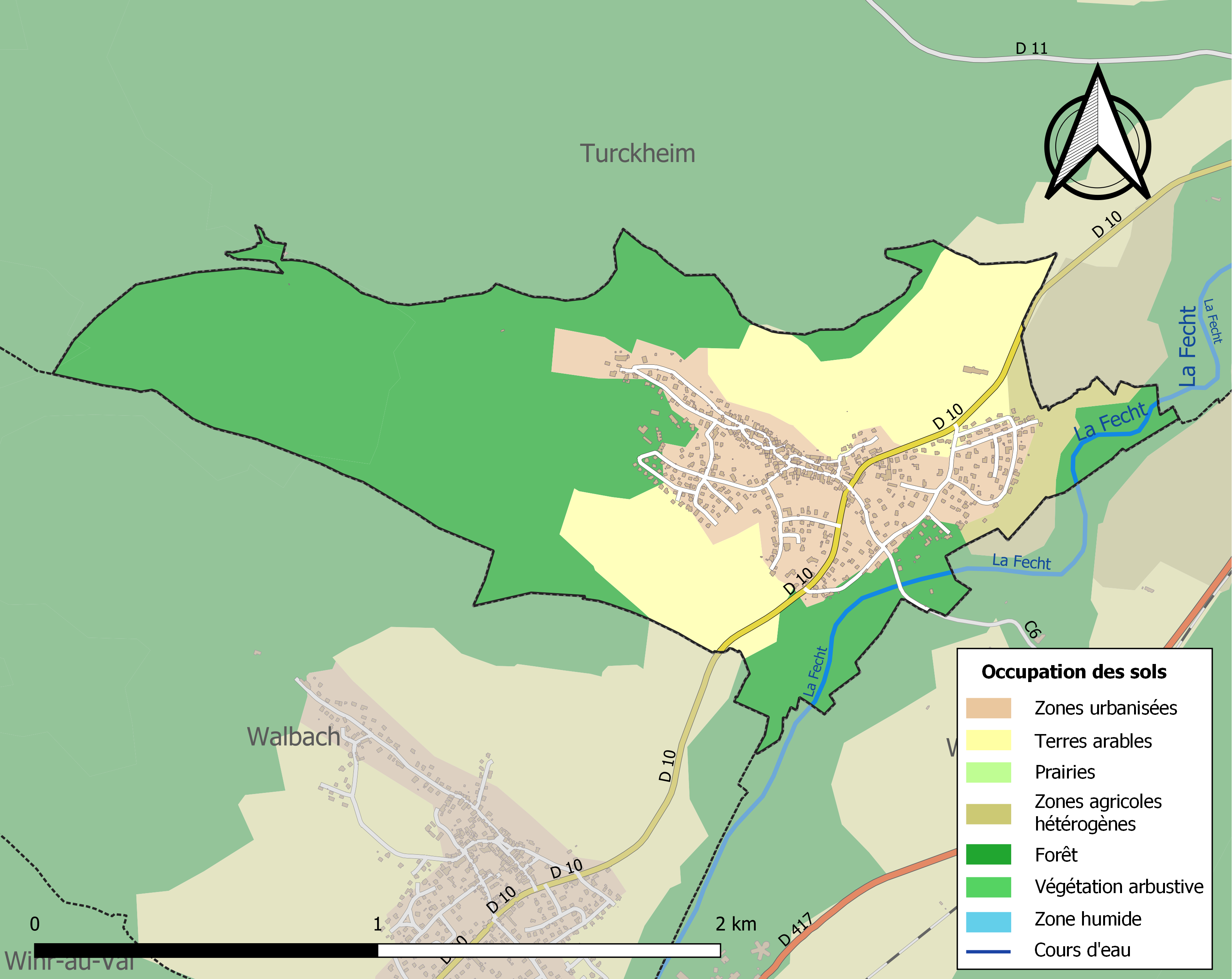
Carte des infrastructures et de l'occupation des sols de la commune en 2018 (CLC).

### Transports
Cette commune est desservie depuis le 3 janvier 2012 par la ligne de bus Trace suivante :
|    |  | Parcours                 | Arrêts dans la commune |
| -- |  | ------------------------ | ---------------------- |
| 25 |  | Walbach - Théâtre - Gare | Zimmerbach             |

## Histoire
Le nom de Zimmerbach est mentionné pour la première fois en 1234 dans une lettre de Heinrich Von Thun, l’évêque de Bâle. Il fait référence à une localité formée autour d'une place forte construite par les Autrichiens pour protéger leurs frontières.
Ce village construit autour du ruisseau du même nom appartenait, côté Wihr-au-Val aux seigneurs de Guirsberg et fut donné en gage en 1410 aux seigneurs de Ribeaupierre par Jean Guillaume de Guirsberg. L’autre partie de Zimmerbach, côté Turckheim, appartenait  aux seigneurs de Hattstatt jusqu'à l’extinction des Hattstatt en 1585. Turckheim racheta cette partie nord du village en 1613.
À la Révolution, un arrêté préfectoral réunit les deux parties du village, qui furent de nouveau séparés au début du XIXe siècle. Le 21 mai 1842, les deux parties furent définitivement réunies pour former un seul et unique village.

## Politique et administration

### Budget et fiscalité 2014
En 2014, le budget de la commune était constitué ainsi :
- total des produits de fonctionnement : 528 000 €, soit 594 € par habitant ;
- total des charges de fonctionnement : 438 000 €, soit 492 € par habitant ;
- total des ressources d'investissement : 282 000 €, soit 317 € par habitant ;
- total des emplois d'investissement : 203 000 €, soit 229 € par habitant ;
- endettement : 257 000 €, soit 288 € par habitant.

Avec les taux de fiscalité suivants :
- taxe d'habitation : 11,92 % ;
- taxe foncière sur les propriétés bâties : 11,03 % ;
- taxe foncière sur les propriétés non bâties : 80,09 % ;
- taxe additionnelle à la taxe foncière sur les propriétés non bâties : 0,00 % ;
- cotisation foncière des entreprises : 0,00 %.

### Liste des maires
| Période                                  | Période   | Identité              | Étiquette | Qualité                                                                   |
| ---------------------------------------- | --------- | --------------------- | --------- | ------------------------------------------------------------------------- |
| Les données manquantes sont à compléter. |           |                       |           |                                                                           |
| 1945                                     | 1952      | Robert Gerig          |           |                                                                           |
| 1952                                     | mars 1977 | Marcel Ehrard         |           |                                                                           |
| mars 1977                                | mars 2014 | Émile Ottmann         | SE        | Retraité, maire honoraire                                                 |
| mars 2014                                | août 2021 | Jacques Muller        | DVD       | Commercial retraité, ancien adjoint Démissionnaire pour raisons de santé  |
| août 2021                                | En cours  | Benjamin Huin-Morales | SE        | Juge au tribunal administratif de Paris, ancien 1er adjoint (2020 → 2021) |

### Tendances politiques et résultats
Le résultat de l'élection présidentielle de 2012 dans cette commune est le suivant :
| Candidat       | Candidat                    | Premier tour | Premier tour | Second tour | Second tour |
| Candidat       | Candidat                    | Voix         | %            | Voix        | %           |
| -------------- | --------------------------- | ------------ | ------------ | ----------- | ----------- |
|                | Eva Joly (EÉLV)             | 24           | 3,83         |             |             |
|                | Marine Le Pen (FN)          | 120          | 19,17        |             |             |
|                | Nicolas Sarkozy (UMP)       | 251          | 40,10        | 419         | 68,35       |
|                | Jean-Luc Mélenchon (FG)     | 27           | 4,31         |             |             |
|                | Philippe Poutou (NPA)       | 4            | 0,64         |             |             |
|                | Nathalie Arthaud (LO)       | 6            | 0,96         |             |             |
|                | Jacques Cheminade (SP)      | 2            | 0,32         |             |             |
|                | François Bayrou (MoDem)     | 96           | 15,34        |             |             |
|                | Nicolas Dupont-Aignan (DLR) | 10           | 1,60         |             |             |
|                | François Hollande (PS)      | 86           | 13,74        | 194         | 31,65       |
|                |                             |              |              |             |             |
| Inscrits       | Inscrits                    | 751          | 100,00       | 751         | 100,00      |
| Abstentions    | Abstentions                 | 113          | 15,05        | 103         | 13,72       |
| Votants        | Votants                     | 638          | 84,95        | 648         | 86,28       |
| Blancs et nuls | Blancs et nuls              | 12           | 1,88         | 35          | 5,40        |
| Exprimés       | Exprimés                    | 626          | 98,12        | 613         | 94,60       |

Le résultat de l'élection présidentielle de 2017 dans cette commune est le suivant :
| Candidat    | Candidat                    | Premier tour | Premier tour | Deuxième tour | Deuxième tour |  |
| Candidat    | Candidat                    | %            | Voix         | %             | Voix          |  |
| ----------- | --------------------------- | ------------ | ------------ | ------------- | ------------- |  |
|             | Nicolas Dupont-Aignan (DLF) | 6,00         | 40           |               |               |  |
|             | Marine Le Pen (FN)          | 19,94        | 133          | 33,28         | 192           |  |
|             | Emmanuel Macron (EM)        | 23,24        | 155          | 66,72         | 385           |  |
|             | Benoît Hamon (PS)           | 5,70         | 38           |               |               |  |
|             | Nathalie Arthaud (LO)       | 0,75         | 5            |               |               |  |
|             | Philippe Poutou (NPA)       | 1,05         | 7            |               |               |  |
|             | Jacques Cheminade (SP)      | 0,15         | 1            |               |               |  |
|             | Jean Lassalle (RES)         | 2,70         | 18           |               |               |  |
|             | Jean-Luc Mélenchon (LFI)    | 8,10         | 54           |               |               |  |
|             | François Asselineau (UPR)   | 1,05         | 7            |               |               |  |
|             | François Fillon (LR)        | 31,33        | 209          |               |               |  |
|             |                             |              |              |               |               |  |
| Inscrits    | Inscrits                    | 776          | 100,00       | 777           | 100,00        |  |
| Abstentions | Abstentions                 | 97           | 12,50        | 126           | 16,22         |  |
| Votants     | Votants                     | 679          | 87,50        | 651           | 83,78         |  |
| Blancs      | Blancs                      | 9            | 1,33         | 62            | 9,52          |  |
| Nuls        | Nuls                        | 3            | 0,44         | 12            | 1,84          |  |
| Exprimés    | Exprimés                    | 667          | 98,23        | 577           | 88,63         |  |

### Jumelages
- Jumelée avec  Blainville-sur-Mer (France) depuis 1982 (Manche), cité ostréicole normande.

## Population et société

### Démographie
L'évolution du nombre d'habitants est connue à travers les recensements de la population effectués dans la commune depuis 1793. Pour les communes de moins de 10 000 habitants, une enquête de recensement portant sur toute la population est réalisée tous les cinq ans, les populations de référence des années intermédiaires étant quant à elles estimées par interpolation ou extrapolation. Pour la commune, le premier recensement exhaustif entrant dans le cadre du nouveau dispositif a été réalisé en 2006.

En 2022, la commune comptait 823 habitants, en évolution de −2,72 % par rapport à 2016 (Haut-Rhin : +0,66 %, France hors Mayotte : +2,11 %).
| 1793 | 1800 | 1806 | 1821 | 1831 | 1836 | 1841 | 1846 | 1851 |
| ---- | ---- | ---- | ---- | ---- | ---- | ---- | ---- | ---- |
| 372  | 344  | 383  | 406  | 482  | 488  | 450  | 450  | 433  |

| 1856 | 1861 | 1866 | 1871 | 1875 | 1880 | 1885 | 1890 | 1895 |
| ---- | ---- | ---- | ---- | ---- | ---- | ---- | ---- | ---- |
| 445  | 447  | 416  | 426  | 420  | 399  | 358  | 355  | 370  |

| 1900 | 1905 | 1910 | 1921 | 1926 | 1931 | 1936 | 1946 | 1954 |
| ---- | ---- | ---- | ---- | ---- | ---- | ---- | ---- | ---- |
| 380  | 404  | 398  | 374  | 400  | 379  | 371  | 371  | 384  |

| 1962 | 1968 | 1975 | 1982 | 1990 | 1999 | 2006 | 2011 | 2016 |
| ---- | ---- | ---- | ---- | ---- | ---- | ---- | ---- | ---- |
| 379  | 383  | 612  | 652  | 709  | 857  | 880  | 850  | 846  |

| 2021 | 2022 | - | - | - | - | - | - | - |
| ---- | ---- | - | - | - | - | - | - | - |
| 828  | 823  | - | - | - | - | - | - | - |

## Économie

### Exploitation minière
Un gisement de tétraédrite, qui permet d’obtenir principalement du cuivre, mais aussi de l’arsenic, de l’antimoine et de l’argent, est exploité au lieu-dit Im Berg, de part et d’autre du chemin du Bodenweg est exploité à l’époque moderne. Après une interruption au XIXe siècle, l’entreprise Internationale Berggesellschaft d’Erlangen reprend l’exploitation en 1901. Celle-ci cesse toutefois rapidement.

## Culture locale et patrimoine

### Lieux et monuments

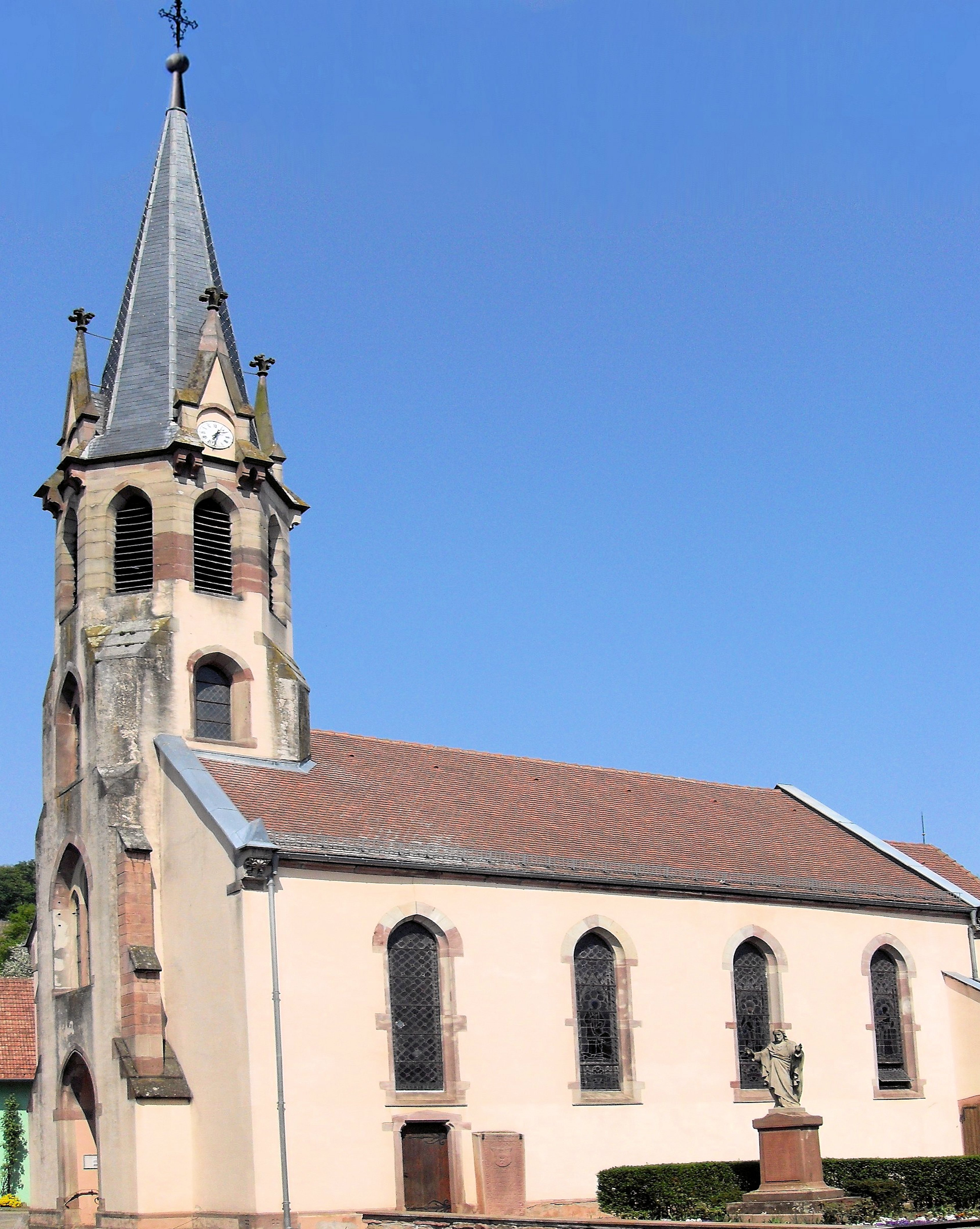
L'église Saint-Georges-du-Sacré-Cœur.

- L'église Saint-Georges-du-Sacré-Cœur a été construire en 1879[28].
- Dans la partie haute du territoire forestier de Zimmerbach en limite avec celui de Turckeim[29], la chapelle des Frères est un lieu de pèlerinage symbolique pour les habitants. La chapelle a été érigée en 1735 pour un ermite, le frère Sentzenbach. La chapelle fut détruite à la Révolution. En 1854, Marc Runecher, propriétaire d'une fabrique de tuile, fit reconstruire une chapelle plus grande en y fondant la pierre tombale du frère Sentzenbach dans le sol[30],[31].
- Le monument aux morts[32].
- Première école construite en 1834[33].

### Héraldique
| Blason de Zimmerbach | Les armes de Zimmerbach se blasonnent ainsi : « D'azur au dextrochère de carnation, habillé d'argent, mouvant du flanc senestre, tenant une grappe de raisin tigée et feuillée de deux pièces d'or, adextrée d'une serpe de vigneron aussi d'argent posée en pal. » |